# Jacques Raveneau
Pour les articles homonymes, voir Raveneau.
Jacques Raveneau est un maître écrivain juré français, spécialiste des vérifications judiciaires, mort vers 1683.

## Biographie
Il est le fils de Jean Raveneau, avocat au Parlement, lui-même auteur d'un livre de droit ecclésiastique intitulé : De quartis et portionibus ecclesiasticis. 
Il a été reçu en 1634 dans la Communauté des maîtres écrivains jurés ; il figure en 1664 et 1667 dans la liste des membres de la Communauté des maîtres écrivains devant élire un nouveau syndic. 
Il a publié en 1647 son Art d'escriture, ouvrage très estimé, et inspiré, d'après Mediavilla, des travaux de Jean Alais de Beaulieu. Il a aussi écrit un des premiers traités d'expertise en écritures. Mais il se laissa corrompre dans une affaire de faux, fut rayé du tableau des experts et condamné à la détention perpétuelle. Comme dit Paillasson, il mourut dans les fers, et son Traité des inscriptions fut interdit en 1682.
Raveneau est cité dans plusieurs factums : en 1657 dans une affaire qui l'oppose à Jean Petré, en 1670 contre les anciens syndics de la Communauté, entre 1678 et 1683 pour les affaires de faux en écritures qui le firent condamner. Il eut deux fils Jérôme et François, maîtres écrivains tous deux mais qui n'ont rien publié.

## Œuvres gravées

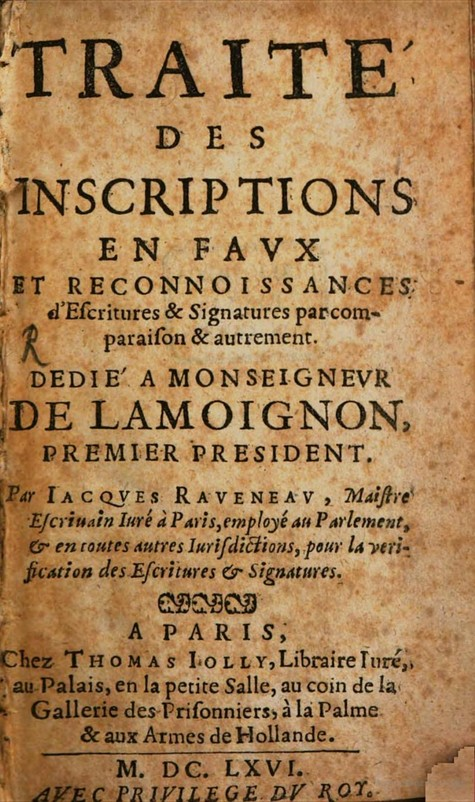
Page de titre du Traité des inscriptions en faux de Jacques Raveneau (Paris, 1666). München BSB.

- L'Art d'escriture de finance et italienne bastarde à la française, comme on la pratique à présent. Reveu, corrigé et augmenté par l'autheur. Paris : l'auteur, 1647. 2° obl., 31 pl. Une planche est signée par Robert Cordier (Chicago NL).
- Traité des inscriptions en faux et reconnaissances d'écritures et de signatures par comparaison et autrement... Paris : l'auteur, 1665. 12°, 215 p. Dédié à M. de Lamoignon, Premier Président au Parlement de Paris. (Paris BNF).
- Idem. Paris : Thomas Jolly, 1666. (Paris BNF : 3 ex., MÜnchen BSB). Numérisé sur Google Books.

L'ouvrage fut saisi, pouvant donner des idées aux faussaires, mais d'autres éditions parurent à l'étranger. Par exemple : A Luxembourg, sur la copie imprimée à Paris, 1673. 12°, [24]-315 p.